# Guðmundur Daníelsson

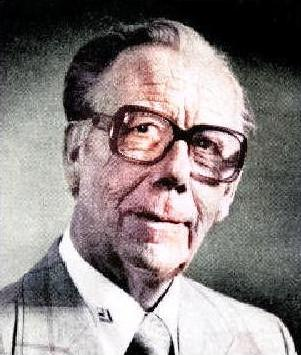
Guðmundur Daníelsson

Guðmundur Daníelsson (* 4. Oktober 1910 in Guttormshagi; † 6. Februar 1990) war ein isländischer Schriftsteller. Zu seinen Werken gehören Romane, Erzählungen, Theaterstücke, Gedichte und Reisebeschreibungen. Das Lexikon der Weltliteratur beschreibt ihn als Verfasser von u. a. „der nationalen Romantik nahestehenden“ Romanen, die „einem gewissen Primitivismus huldigen“ aber teilweise von „hoher poetischer Schönheit“ seien.
Guðmundur wurde als Sohn wohlhabender Bauern geboren und besuchte von 1933 bis 1934 das Lehrerseminar in Reykjavík. Er unternahm 1936 sowie 1948/49 Reisen durch Europa und war 1945 in den USA. Von Beruf war er Lehrer und Schuldirektor, ab 1973 freier Schriftsteller.
In den 1940er-Jahren bewohnte Guðmundur ein 1765 erbautes Haus in Eyrarbakki, das zu den ältesten des Landes gehört und heute ein Heimatmuseum ist. Dort entstanden sieben seiner Bücher.

## Werke
| - 1935 – Bræðurnir í Grashaga - 1936 – Ilmur daganna - 1938 – Gegnum lystigarðinn - 1940 – Á bökkum Bolafljóts - 1941 – Af jörð ertu kominn - 1941 – Eldur - 1942 – Sandur - 1944 – Landið handan landsins - 1944 – Heldrimenn á húsgangi - 1946 – Kveðið á glugga - 1948 – Mannspilin og ásinn - 1948 – Á langferðaleiðum (Reisebericht) - 1950 – Í fjallskugganum - 1953 – Musteri óttans - 1955 – Blindingsleikur | - 1955 – Vængjaðir hestar - 1958 – Hrafnhetta - 1961 – Sonur minn Sinfjötli - 1963 – Húsið - 1966 – Turninn og teningurinn - 1968 – Staðir og stefnumót - 1971 – Spítalasaga - 1972 – Járnblómið - 1975 – Óratóría - 1976 – Bróðir minn Húni - 1977 – Vestangúlpur garró - 1979 – Dómsdagur - 1981 – Bókin um Daníel - 1985 – Tólftónafuglinn - 1987 – Vatnið |